# Esbjerg (općina)
Esbjerg je općina u danskoj regiji Južna Danska.

## Zemljopis
Općina se nalazi u jugozapadnom dijelu poluotoka Jutlanda, prositire se na 742,5 km2.

## Stanovništvo
Prema podacima o broju stanovnika iz 2010. godine općina je imala 115.114 stanovnika, dok je prosječna gustoća naseljenosti 155,04 stan/km2. Središte općine je grad Esbjerg.

### Naselja
| Veća naselja u općini |             |                    |
| Br.                   | Grad        | Stanovnika (2010.) |
| 1                     | Esbjerg     | 71.459             |
| 2                     | Ribe        | 8.188              |
| 3                     | Bramming    | 7.133              |
| 4                     | Tjæreborg   | 2.561              |
| 5                     | Gørding     | 1.795              |
| 6                     | Tarp        | 1.708              |
| 7                     | Egebæk      | 1.182              |
| 8                     | Gredstedbro | 1.058              |
| 9                     | Andrup      | 1.054              |
| 10                    | Store Darum | 952                |

## Vanjske poveznice
- Službena stranica općine